# 汽笛合図
汽笛合図（きてきあいず、英: Whistle signal）は船舶や鉄道などで汽笛を用いて行う合図。長音や短音などの組み合わせにより合図を行う。船舶では汽笛信号と呼ぶ。鉄道では気笛合図と表記されることもある。

## 鉄道
鉄道における気笛合図（英：Whistle codes）は、汽笛を約4秒吹鳴させる長緩気笛、約2秒吹鳴させる適度気笛、約0.5秒吹鳴させる短急気笛があり、これを組み合わせて使用する。
凡例
長緩気笛　────
適度気笛　──
短急気笛　・
- 列車の接近を知らせるとき　　────
- 注意を促すとき　　──
- 危険を知らせるとき　　・・・・・
- 非常事態が発生したとき　・・・・・────
- 関係係員を招集するとき　　────　────　────　────　────
- 駅係員を呼び寄せるとき　　──　──
- 車掌を呼び寄せるとき　　──　──　────

## 船舶
船舶における汽笛信号は、汽笛を約5秒（4秒以上6秒以下）吹鳴させる長音、約1秒吹鳴させる短音があり、これを組み合わせて使用する。
汽笛の音程は大きな船ほど低い音（低周波数）である（航海用具の基準の定める告示第3条）。霧中や見通しが悪いところにおいて、汽笛の音程によって他船の長さや排水量がある程度、想像できる。
船舶の汽笛を使った信号のうち、海上衝突予防法が定める操船信号には次のようなものがある。
- 法律の規定によりその針路を転じ、又はその機関を後進にかけているとき
  - 針路を右（面舵）に転じているとき 　　・
  - 針路を左（取舵）に転じているとき 　　・・
  - 機関を後進にかけているとき 　　・・・

- 先行する他船を追い越すときは次のとおり。
  - 右側から追い越すとき 　　─ ─・
  - 左側から追い越すとき 　　─ ─・・
  - 追い越される船が追い越しに同意 　　─・─・

- 他の船舶の意図若しくは動作を理解することができないとき、又は他の船舶が衝突を避けるために十分な動作をとっていることについて疑いがあるとき
  - 警告信号 　　・・・・・（急速に5回以上）

- 狭い水道における航行[1]
  - 前方が確認できない湾曲に接近する場合 　　─
  - この信号を聞いた他の船舶 　　─（応答）

このほかに、霧中信号（海上衝突予防法35条）がある。